# Фотомінералізація
Фотомінералізація (англ. photomineralization, рос. фотоминерализация) — хімічний процес, в якому органічна речовина фоторозщеплюється на діоксид карбону, воду та інше при поглинанні світлових квантів фотокаталізатором або адсорбатом. 